# Ponte do Almirante
A Ponte do Almirante (em italiano:  ponte dell'Ammiraglio) é uma ponte de doze arcos da era árabe-normanda, visível do atual Corso dei Mille em Palermo, um Património Mundial protegido pela UNESCO desde 2015 como parte da Palermo árabe-normanda.

## História
Foi concluída por volta de 1131 a mando de Jorge de Antioquia, almirante do rei Rogério II, um ano após o nascimento do Reino da Sicília, para conectar a cidade (que se tornara capital) aos jardins além do rio Oreto. Representa, para a vasta praça, chamada Scaffa, um monumento simbólico da conexão entre o centro da cidade e a área periférica de Brancaccio.
O uso dos arcos característicos, muito pontiagudos, permitiu que a ponte suportasse cargas altíssimas; também é interessante a abertura de arcos menores entre os pilares dos arcos maiores para aliviar a estrutura e a pressão do rio abaixo. De fato, a ponte resistiu sem problemas até mesmo à terrível enchente de Palermo em fevereiro de 1931.
Em 27 de maio de 1860, durante a Expedição dos Mil, Garibaldi entrou em confronto com as tropas dos Bourbon nesta mesma ponte e na vizinha Via di Porta Termini, ali posicionadas porque a ponte era uma entrada para a cidade para aqueles que vinham do sul: Garibaldi vinha, na verdade, de Monte Grifone, e precisamente do vilarejo de Gibilrossa. O confronto na Ponte do Almirante provocou a insurreição de Palermo.
Atualmente, o rio não corre mais sob os arcos da ponte normanda, pois seu curso foi desviado, devido às inundações contínuas, permitindo o alargamento do Corso dei Mille. Sob a ponte do Almirante, hoje existe um jardim, cercado por alamedas arborizadas, agaves e outras variedades de plantas suculentas.